# Hoefler Text
Hoefler Text è un carattere contemporaneo serif Antiqua progettato per la Apple in modo da utilizzare le tecnologie avanzate per i caratteri. Hoefler Text è stato creato per permettere la composizione della tipografia complessa; come tale prende spunto da una serie di font classici, come Garamond e Janson. Progettato da Jonathan Hoefler nel 1991, il carattere Hoefler Text è stata incluso nel sistema operativo Mac OS a partire dalla versione System 7.5.
Hoefler Text usa l'Apple Advanced Typography per permettere l'utilizzo delle legature automatiche, la s lunga e rotonda, un vero e proprio maiuscoletto, il testo "old style" e gli svolazzi. L'Hoefler Text è anche un carattere con ornamenti intonati. È uno dei pochi font ampiamente diffusi che contiene i numeri minuscoli, i quali sono progettati per armonizzarsi con il testo standard minuscolo e maiuscolo.
Dalla sua introduzione l'Hoefler Text è stato arricchito con molte caratteristiche tipografiche e versioni aggiornate del font pubblicate da Hoefler & Frere-Jones che adesso include tre “pesi”, lettere con svolazzi, maiuscoletto corsivo e due sets di maiuscole intagliate.
Hoefler Text è stato il carattere usato nel logo di Wikipedia prima di essere sostituito da Linux Libertine.